# Setmana Ciclista Valenciana
La Vuelta a la Comunitat Valenciana Femenina (oficialmente: Setmana Ciclista Valenciana) es una carrera ciclista femenina profesional por etapas española que se disputa en la Comunidad Valenciana.
Se creó en 2017. Es la segunda carrera por etapas femenina de España tras la Emakumen Bira, en Euskadi.
Su primera edición estuvo integrada por 4 etapas, con inicio y final en Villarreal, Gandía, Alicante y Valencia, respectivamente.
Está organizada por el Club Ciclista Escapada.

## Palmarés
| Año  | Ganador               | Segundo                | Tercero                |
| ---- | --------------------- | ---------------------- | ---------------------- |
| 2017 | Cecilie Uttrup Ludwig | Arlenis Sierra         | Ashleigh Moolman-Pasio |
| 2018 | Hannah Barnes         | Ashleigh Moolman-Pasio | Alicia González        |
| 2019 | Clara Koppenburg      | Soraya Paladin         | Ashleigh Moolman-Pasio |
| 2020 | Anna van der Breggen  | Clara Koppenburg       | Demi Vollering         |
| 2021 | Annemiek van Vleuten  | Mavi García            | Katrine Aalerud        |
| 2022 | Annemiek van Vleuten  | Cecilie Uttrup Ludwig  | Marta Cavalli          |
| 2023 | Justine Ghekiere      | Ashleigh Moolman-Pasio | Amanda Spratt          |
| 2024 | Marlen Reusser        | Katarzyna Niewiadoma   | Niamh Fisher-Black     |
| 2025 | Demi Vollering        | Marlen Reusser         | Anna van der Breggen   |

## Palmarés por países
| País         | Victorias |
| ------------ | --------- |
| Países Bajos | 4         |
| Dinamarca    | 1         |
| Reino Unido  | 1         |
| Alemania     | 1         |
| Bélgica      | 1         |
| Suiza        | 1         |